# Jéke, Szabolcs-Szatmár-Bereg
Jéke  este un sat în districtul Kisvárda, județul Szabolcs-Szatmár-Bereg, Ungaria, având o populație de 745 de locuitori (2011). 

## Demografie
Componența etnică a satului Jéke
     Maghiari (98,01%)
     Romi (1,22%)
     Germani (0,76%)
Componența confesională a satului Jéke
     Romano-catolici (31,14%)
     Greco-catolici (24,16%)
     Reformați (22,55%)
     Fără religie (1,34%)
     Necunoscută (20,81%)
     Alte religii (1,48%)
Conform recensământului din 2011, satul Jéke avea 745 de locuitori. Din punct de vedere etnic, majoritatea locuitorilor (98,01%) erau maghiari, cu o minoritate de romi (1,22%). Nu există o religie majoritară, locuitorii fiind romano-catolici (31,14%), greco-catolici (24,16%), reformați (22,55%) și persoane fără religie (1,34%). Pentru 20,81% din locuitori nu este cunoscută apartenența confesională.